# L'esperimento (film 1971)
L'esperimento è un film per la televisione italiana diretto da Dante Guardamagna, nel formato di teatro inchiesta, e trasmesso in prima visione dalla Rai il 2 dicembre 1971 alle 21:30 sulla Rete Nazionale, con protagonisti Cesare Barbetti, nella parte dello sperimentatore, e Giacomo Piperno. La consulenza scientifica fu di Leonardo Ancona, professore di discipline di psichiatria, psicologia clinica e psicoanalisi, professore emerito dell'Università Cattolica, dove era stato l'allievo di padre Agostino Gemelli.
La trasmissione avvenne nello stesso anno in cui si era diffusa la notizia, provocando scalpore, un altro esperimento di psicologia sociale avvenuto in ambito universitario nell'agosto 1971, noto come esperimento carcerario di Stanford.

## Trama
Il film TV ricostruisce un allucinante esperimento di psicologia sociale avvenuto in un laboratorio ad opera dello psicologo statunitense Stanley Milgram. Nel 1961 egli condusse un celebre esperimento della durata di un'ora, presso i locali dell'Interaction Laboratory dell'Università di Yale, teso a verificare il livello di aderenza agli ordini impartiti da un'autorità, nel momento in cui tali ordini entrano in conflitto con la coscienza e la dimensione morale dell'individuo. 
Tale esperimento è noto come esperimento di Milgram. L'esperimento cominciò tre mesi dopo l'inizio del processo a Gerusalemme contro il criminale di guerra nazista Adolf Eichmann. Milgram concepiva l'esperimento per cercare di comprendere i sistemi di complicità che si crearono durante il periodo nazista semplicemente per obbedire a degli ordini.
Gli sperimentatori erano interessati allo studio del grado di aggressività e di obbedienza presente negli esseri umani. Le vittime non potevano vedere cosa accadeva agli altri ma si diffondevano informazioni su torture perpetrate nei confronti degli altri. Sebbene nella realtà le torture non avvenissero, gli altri erano all'oscuro di quanto stesse realmente accadendo.